# Żywisław Leliwa-Pilecki
Żywisław Witalis Leliwa-Pilecki ps. „Janin” (ur. 28 kwietnia 1893 w Krośnie, zm. po 1938) – porucznik żandarmerii Wojska Polskiego i podkomisarz Straży Granicznej.

## Życiorys
Urodził się w Krośnie, w ówczesnym mieście powiatowym Królestwa Galicji i Lodomerii, w rodzinie Franciszka. Był bratem bliźniakiem Władysława Pawła (1893–1937) – majora audytora Wojska Polskiego . W 1911 razem z bratem zdał egzamin maturalny w cesarsko-królewskim Gimnazjum V w Krakowie. Należał do tamtejszych Polskich Drużyn Strzeleckich. W czasie I wojny światowej, w stopniu wachmistrza służył w Żandarmerii Polowej Legionów Polskich. 8 kwietnia 1924 został zatwierdzony w stopniu podporucznika ze starszeństwem z 1 czerwca 1919 i 1. lokatą w korpusie oficerów rezerwowych żandarmerii. Posiadał przydział w rezerwie do 7 Dywizjonu Żandarmerii w Poznaniu.
W 1934, jako oficer rezerwy żandarmerii pozostawał w ewidencji Powiatowej Komendy Uzupełnień Kraków Miasto. Posiadał przydział do Oficerskiej Kadry Okręgowej Nr V. Pełnił wówczas służbę w Straży Granicznej na stanowisku komendanta Komisariatu Wewnętrznego Straży Granicznej nr 3 „Kraków”. Na stopień porucznika został mianowany ze starszeństwem z 19 marca 1939 i 1. lokatą w korpusie oficerów rezerwy żandarmerii.
Żywisław Leliwa-Pilecki był żonaty z Anną z Jabłońskich (ur. 20 sierpnia 1900 we Lwowie), z którą miał dwoje dzieci: Zbigniewa (ur. 27 lipca 1922 we Lwowie) i Zofię (ur. 29 maja 1920 w Krakowie). W latach 20. XX wieku mieszkał w Pustelniku i w Poznaniu przy ulicy Łąkowej 19.

## Ordery i odznaczenia
- Krzyż Niepodległości – 17 marca 1932 „za pracę w dziele odzyskania niepodległości”[1]